# Jacques Pollet
 Jacques Pollet  va ser un pilot de curses automobilístiques francès que va arribar a disputar curses de Fórmula 1.
Jacques Pollet va néixer el 2 de juliol del 1922 a Roubaix, França i va morir el 16 d'agost del 1997 a París, França.

## A la F1
Va debutar a la quarta cursa de la temporada 1954 (la cinquena temporada de la història) del campionat del món de la Fórmula 1, disputant el 4 de juliol del 1954 el GP de França al Circuit de Reims-Gueux.
Jacques Pollet va participar en cinc curses puntuables pel campionat de la F1, disputades en dues temporades diferents (1954 i 1955) no aconseguint cap punt pel campionat.

## Resultats a la Fórmula 1
| Any  | Equip          | Xassís  | Motor   | 1   | 2     | 3   | 4       | 5       | 6   | 7       | 8   | 9       | Posició | Punts |
| ---- | -------------- | ------- | ------- | --- | ----- | --- | ------- | ------- | --- | ------- | --- | ------- | ------- | ----- |
| 1954 | Equipe Gordini | Gordini | Gordini | ARG | 500   | BEL | FRA Ret | GBR Ret | ALE | SUI     | ITA | ESP Ret | -       | 0     |
| 1955 | Equipe Gordini | Gordini | Gordini | ARG | MON 7 | 500 | BEL     | HOL 10  | GBR | ITA Ret |     |         | -       | 0     |

### Resum
| Curses: | Victòries: | Pòdiums: | Poles: | Voltes ràpides: | Punts: |
| ------- | ---------- | -------- | ------ | --------------- | ------ |
| 5       | 0          | 0        | 0      | 0               | 0      |